# قزل‌آغاج (ماساللی)
قزل‌آغاج (به ترکی آذربایجانی: Qızılağac) یک منطقه مسکونی در جمهوری آذربایجان است که در شهرستان ماساللی واقع شده‌است. قزل‌آغاج ۵۶۹۲ نفر جمعیت دارد.